# Zimbabwe African National Liberation Army
Lo Zimbabwe African National Liberation Army (ZANLA) fu un gruppo armato legato al partito ZANU che combatté durante la guerra civile in Rhodesia tra il 1965 e il 1979 contro la minoranza bianca al governo.